# Академічний камерний хор «Чернівці»
Академі́чний ка́мерний хор «Чернівці́» заснований 1993 року.
У репертуарі понад 70 творів — від серйозної, класичної до легкої музики, естрадного аранжування.
Дириґент та художнього керівника — Надія Селезньова.
Академічний камерний хор «Чернівці» став лауреатом V-го Всеукраїнського конкурсу хорового мистецтва імені Лесі Українки, що проходив у Луку, і поділив третє місце з колективом із Тернополя.